# Zatre
Zatre is een strategisch bordspel voor twee tot vier spelers, ontworpen door Manfred Schüling. Het is sinds 1993 op de markt, vooral in Duitstalige landen. De naam is een afkorting voor Zahlen & Treppen ('getallen en trappen').
Het spel bestaat uit:
- een bord met 193 vakken - een vierkant van dertien bij dertien plus acht rijen van drie extra vakjes aan de zijkanten
- 121 stenen met daarop op de wijze van dobbelstenen een waarde van één tot en met zes ogen. De getallen twee tot en met vijf komen twintig keer voor, het getal een komt 21 keer voor,
- Speciale scoreformulieren.

## Korte spelregels
De beginnende speler trekt drie stenen en legt die op het bord. Ze moeten zo worden gelegd dat er een rij ontstaat met een opgeteld aantal ogen van tien (één punt), elf (twee punten) of twaalf (vier punten). De volgende spelers trekken telkens twee stenen en vullen rijen aan tot ze tien, elf of twaalf punten hebben als som. Een lagere waarde in een rij mag, een hogere niet. Kan er gelegd worden, dan is dat verplicht.
Op het scoreformulier komen de scores voor tien, elf en twaalf punten in aparte kolommen. Een rij met in alle drie de kolommen een score, levert een bonus op. Stenen op een gemarkeerd vakje gelden, ook kolomsgewijs, als verdubbelaars. Met zo'n verdubbelaar telt de score van de rij dubbel.